# Anarchistyczne targi książki
Anarchistyczne targi książki – najczęściej cykliczna impreza promująca literaturę antyautorytarną, przeważnie połączona z anarchistycznymi wydarzeniami społecznymi i kulturalnymi. Wywodzi się z Londynu i istnieje co najmniej od 1983. Targi odbywają się z reguły co roku lub sporadycznie.

## Charakterystyka
Targi są organizowane wspólnie przez lokalne kolektywy lub innego rodzaju zorganizowane społeczności, odbywają się corocznie lub sporadycznie i zazwyczaj trwają od jednego dnia do całego weekendu. W czasie ich trwania wydawcy i antykwariusze dokonują sprzedaży literatury anarchistycznej oraz okołoanarchistycznej. Imprezy obejmują niekiedy inne wydarzenia społeczne, jako że dystrybucja publikacji zbliża osoby sympatyzujące z anarchizmem do wymiany idei i organizowania się zgodnie ze wspólnymi zainteresowaniami. Targi nie mają na celu zastąpienia zewnętrznego aktywizmu politycznego czy działań sprzeciwiających się systemowi kapitalistycznemu, służą raczej jako przestrzeń dla anarchistycznych aktywistów do budowania sieci i doświadczania społecznej wspólnoty.

## Przykładowe targi

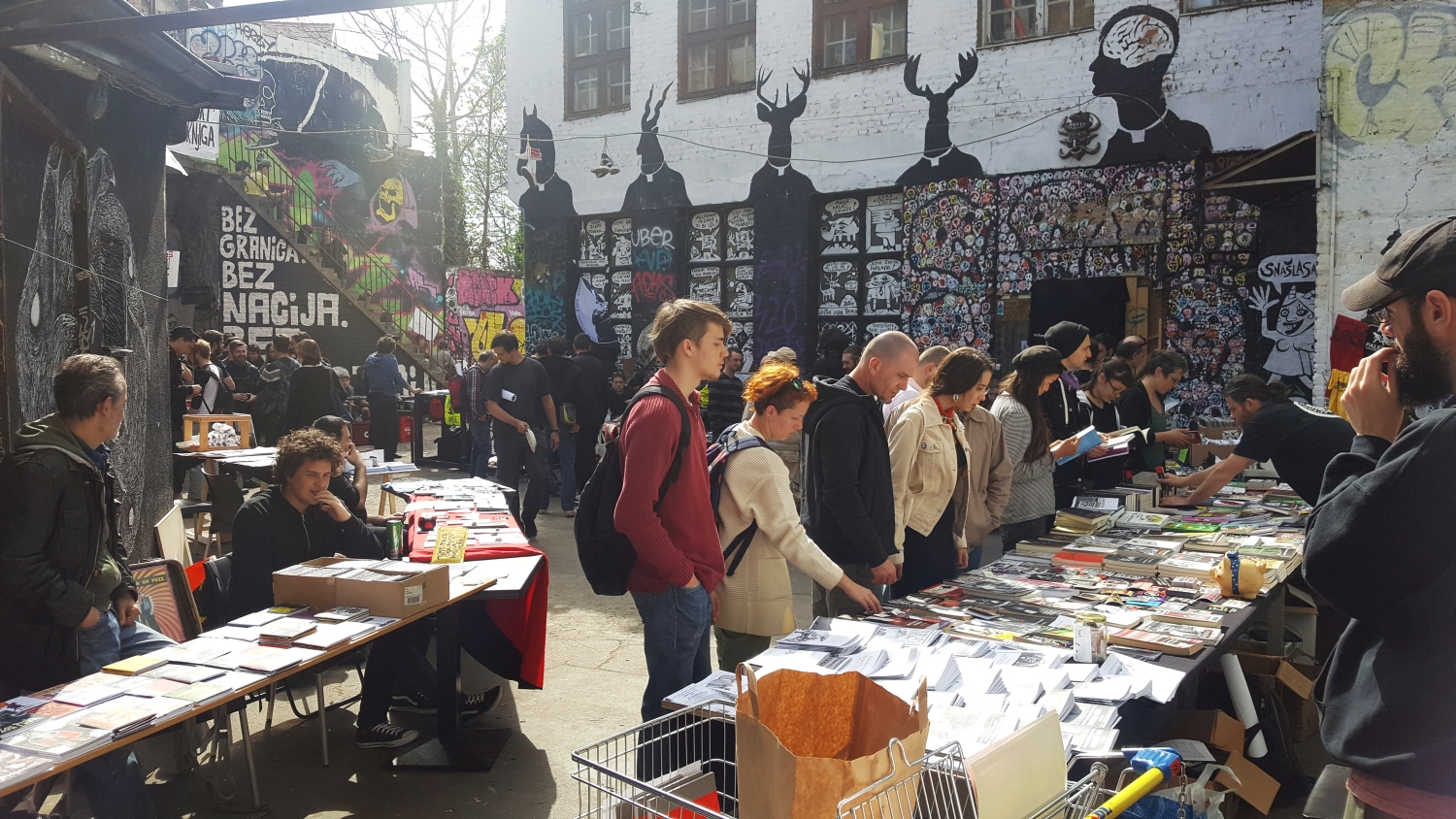
Anarchistycznej targi książki w Zagrzebie w 2017

W Londynie organizowane są coroczne anarchistyczne targi książki od 1983, najpierw w Conway Hall, później w Park View School. W innych brytyjskich miejscowościach, w tym w Bradford, Bristol, Cardiff, Glasgow i Manchester też organizowano targi książki anarchistycznej.
W Stanach Zjednoczonych m.in. od 1995 mają miejsce coroczne targi w Bay Area. Odbywają się w Golden Gate Park i organizowane są przez Bound Together. Uczestnikami imprezy w większości są alternatywni wydawcy z Zachodniego Wybrzeża i organizacje takie jak Food Not Bombs. Wśród prelegentów znalazły się takie osoby jak Lawrence Ferlinghetti, Carol Queen, artysta Eric Drooker, aktywistka Roxanne Dunbar-Ortiz czy wydawca Bruce Anderson. W 2005 na imprezie pojawiło się 75 sprzedawców, w tym AK Press, które prezentowało największe stoisko. W Los Angeles odbywają się również anarchistyczne targi książki.
Bostońskie anarchistyczne targi książki wpłynęły na Scranton Radical Book Fair w Scranton, które odbywały się co najmniej przez trzy lata i obejmowały m.in. Really Really Free Market.
W Kanadzie w Montrealu co najmniej od 2009 odbywają The Montreal Anarchist Book Fair (fr. Salon du livre anarchiste de Montréal). Impreza przyciąga aktywistów z różnych środowisk, od queerowych kolektywów po marksistowskich wydawców, a nawet stowarzyszenia skinheadów czy anarchoprymitywistów. „Lien social et Politiques” nazwał The Montreal Anarchist Book Fair oraz Festival of Anarchy największymi corocznymi zgromadzeniami tego rodzaju w Ameryce Północnej. Targi zainspirowały powstanie Expozine, targi małej prasy, zinów i komiksów w Montrealu, które rozpoczęły się w 2002. W Victorii również organizowane są anarchistyczne targi książki.

### W Polsce
W Polsce od 2016 organizowany jest Warsaw Independent Bookfair (Warszawski Niezależny Kiermasz Książek) odbywający się corocznie we wrześniu w Warszawie na skłocie ADA Puławska. Oprócz licznych stoisk z literaturą anarchistyczną, okołoanarchistyczną oraz lewicową ogółem, targi obejmują także dyskusje, wykłady, warsztaty i koncerty, koncentrujące się na inicjatywach oddolnych, etyce DIY i wymianie doświadczeń.
W Krakowie we wrześniu 2020 odbyły się Anarchistyczne i Wolnościowe Targi Książki organizowane przez krakowską sekcję Federacji Anarchistycznej. Były one poświęcone  pamięci Rafała Górskiego.